# Opération Albumen

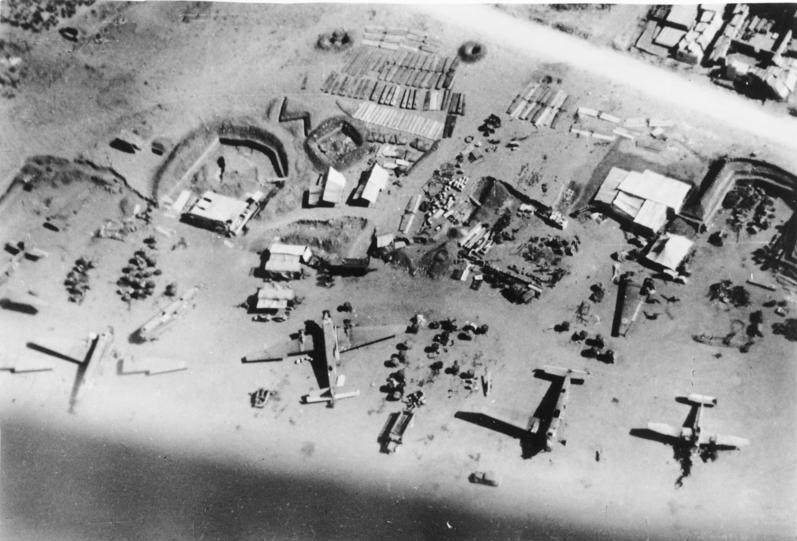
Atelier de réparation de l'aérodrome de Máleme en août 1941. Trop fortement gardé, il n'a pu être attaqué par les commandos débarqués par le sous-marin grec Papanikolis (Y-2).

L'opération Albumen est le nom donné aux assauts des commandos du Special Air Service (SAS, Commandos britanniques) en juin 1942 contre des aérodromes allemands dans l'île grecque de Crète occupée par l'Axe, afin d'empêcher qu'ils ne soient utilisés pour soutenir le Deutsches Afrikakorps dans la guerre du Désert pendant la Seconde Guerre mondiale.
Ces opérations ont été menées parallèlement à des attaques similaires contre les aérodromes de Benghazi, de Derna et de Barqa en Libye. Ils figurent parmi les tous premiers actes de sabotage planifiés dans l'Europe occupée.
Le commandant Georges Bergé a personnellement dirigé l'attaque contre l'aérodrome d'Heraklion, avec trois autres Francais libres, un Anglais et un Crétois.